# Страхомін
Страхомін (пол. Strachomin) — село в Польщі, у гміні Лятович Мінського повіту Мазовецького воєводства.
Населення — 213 осіб (2011).

## Демографія
Демографічна структура станом на 31 березня 2011 року:
|          | Загалом | Допрацездатний вік | Працездатний вік | Постпрацездатний вік |
| -------- | ------- | ------------------ | ---------------- | -------------------- |
| Чоловіки | 107     | 23                 | 66               | 18                   |
| Жінки    | 106     | 26                 | 50               | 30                   |
| Разом    | 213     | 49                 | 116              | 48                   |